# Oregon Route 260
Az Oregon Route 260 (OR-260) egy oregoni állami országút, amely kelet–nyugati irányban a U.S. Route 199 Wilderville-től északkeletre fekvő csomópontja és a Grants Pass-i Upper River Road között halad.
A szakasz Rogue River Loop Highway No. 260 néven is ismert.

## Leírás
A szakasz Wilderville-től északkeletre ágazik le a US 199-ről északi irányban. A Rogue-folyó nyugati partján haladva a Pickett Creek Roadnál keletre fordulva keresztezi a folyót, majd délre veszi az irányt. A merlini elágazást követően elhalad az Upper River Road mellett, majd Grants Passbe érkezvén újra északra fordulva abba torkollik.